# Charles Simon Pradier

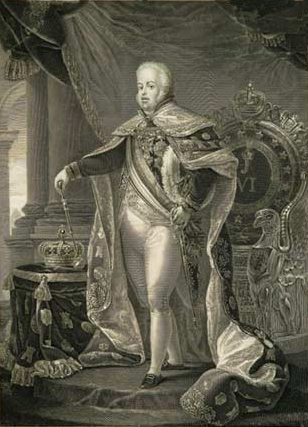
D. João VI em trajes da aclamação.

Charles Simon Pradier (Genebra, 1786 — Monnetier-Mornex,  21 de julho de 1848) foi um gravador suiço ativo na França e no Brasil.

## Biografia
Charles-Simon Pradier nasceu em Genebra (Suíça) no seio de uma família de refugiados do Languedoc. Foi irmão do escultor Jean-Jacques Pradier (1790-1852), mais conhecido como James Pradier. Foi pupilo de Auguste Gaspard Louis Desnoyers, que por sua vez havia sido um antigo aluno de Pierre Alexandre Tardieu (1756-1844). Ele se tornaria um dos gravadores mais distinguidos de seu tempo. Foi membro do Comitê de Desenho da Société des Arts de Paris em 1812, mas não atuou nele, já que morava em Genebra.
Foi integrante da Missão Artística Francesa organizada por Joachim Lebreton, que trouxe vários artistas para o Brasil, chegando no dia 25 de março de 1816. Entre eles estavam os pintores Jean-Baptiste Debret (1768-1848) e Nicolas-Antoine Taunay (1755-1830), o escultor Auguste-Marie Taunay (1768-1824), os irmãos Marc Ferrez (1788-1850) e Zéphyrin Ferrez (1797-1851) e o arquiteto Grandjean de Montigny (1776-1850). Eles deveriam formar o núcleo da Escola Real de Ciências, Artes e Ofícios. 
Pradier foi o gravador oficial da Missão e também foi contratado para ensinar na Escola Real, mas retornou a Paris em 1818 alegadamente porque no Brasil não tinha a aparelhagem e o papel necessários para imprimir suas obras. Disse Orlando da Costa Ferreira que tal alegação é inverossímil, pois havia a disponibilidade de meios para adquirir o que lhe faltasse. Apesar das sua alegações, teve condições de criar várias gravuras ainda no Brasil, como os retratos do conde da Barca, do arcebispo de Évora, do conde de Palmas, do príncipe D. Pedro, de Dona Leopoldina, de Marcos Portugal e outros.
De volta à França, colaborou nas ilustrações da obra Viagem Pitoresca e Histórica ao Brasil, de Debret, e realizou cópias em gravura de várias de suas pinturas, como os retratos de D. João VI em trajes da aclamação, do príncipe Dom Pedro, de Dona Leopoldina e do conde da Barca, e a cena da chegada de Dona Leopoldina. Participou várias vezes do Salão de Paris, apresentando cópias de obras de Ticiano, Rafael, Debret e outros pintores. Em 1825 Jean-Auguste-Dominique Ingres deu a Pradier permissão para fazer uma impressão de sua pintura de Virgílio lendo a Augusto e Otávia o elogio de Marcelo. Ingres introduziu mudanças e fez um desenho em 1830 que parece ter sido a versão copiada pela Pradier. A peça foi completada em 1832 e apresentada no Salão de Paris em 1833, valendo-lhe a cruz da Legião de Honra. 
A última obra de Pradier foi Jesus dando as chaves de São Pedro, cópia de uma pintura de Ingres, na qual trabalhou por sete anos. A gravação foi exibida em Genebra em agosto de 1847. Já estava com a saúde abalada. Morreu nas proximidades de Mornex em 21 de julho de 1847.